# Chloropteryx stigmatica
Chloropteryx stigmatica är en fjärilsart som beskrevs av W. Warren 1904. Chloropteryx stigmatica ingår i släktet Chloropteryx och familjen mätare. Inga underarter finns listade i Catalogue of Life.